# Liste der Stolpersteine in Weyhe
In der Liste der Stolpersteine in Weyhe werden die vorhandenen Gedenksteine aufgeführt, die im Rahmen des Projektes Stolpersteine des Künstlers Gunter Demnig in Weyhe bisher verlegt worden sind.
Die erste Verlegung von zwei Stolpersteinen war am 7. November 2011.

## Verlegte Stolpersteine
| Bild | Person / Inschrift                                                                                                | Adresse                  | Verlegedatum | Zusätzliche Informationen |
| --- | --- | ------------------------ | ------------ | ------------------------- |
| Bild gesucht Die Wikipedia wünscht sich an dieser Stelle ein Bild vom Ort mit diesen Koordinaten 52.983002 8.85244 . Motiv: Stolperstein Carl Polak Falls du dabei helfen möchtest, erklärt die Anleitung , wie das geht. BW      | Hier wohnte Carl Polak Jg. 1901 deportiert 1941 ermordet in Minsk                                                 | Lahauser Straße 1 (Lage) | 7. Nov. 2011 |                           |
| Bild gesucht Die Wikipedia wünscht sich an dieser Stelle ein Bild vom Ort mit diesen Koordinaten 52.983002 8.8524401 . Motiv: Stolperstein Johanne Polak Falls du dabei helfen möchtest, erklärt die Anleitung , wie das geht. BW | Hier wohnte Johanne Polak geb. Jacobsohn Jg. 1912 verhaftet Sept. 1941 entlassen 1941 tot an Haftfolgen 6.12.1942 | Lahauser Straße 1 (Lage) | 7. Nov. 2011 |                           |